# Die Gefühle des chinesischen Volkes verletzen

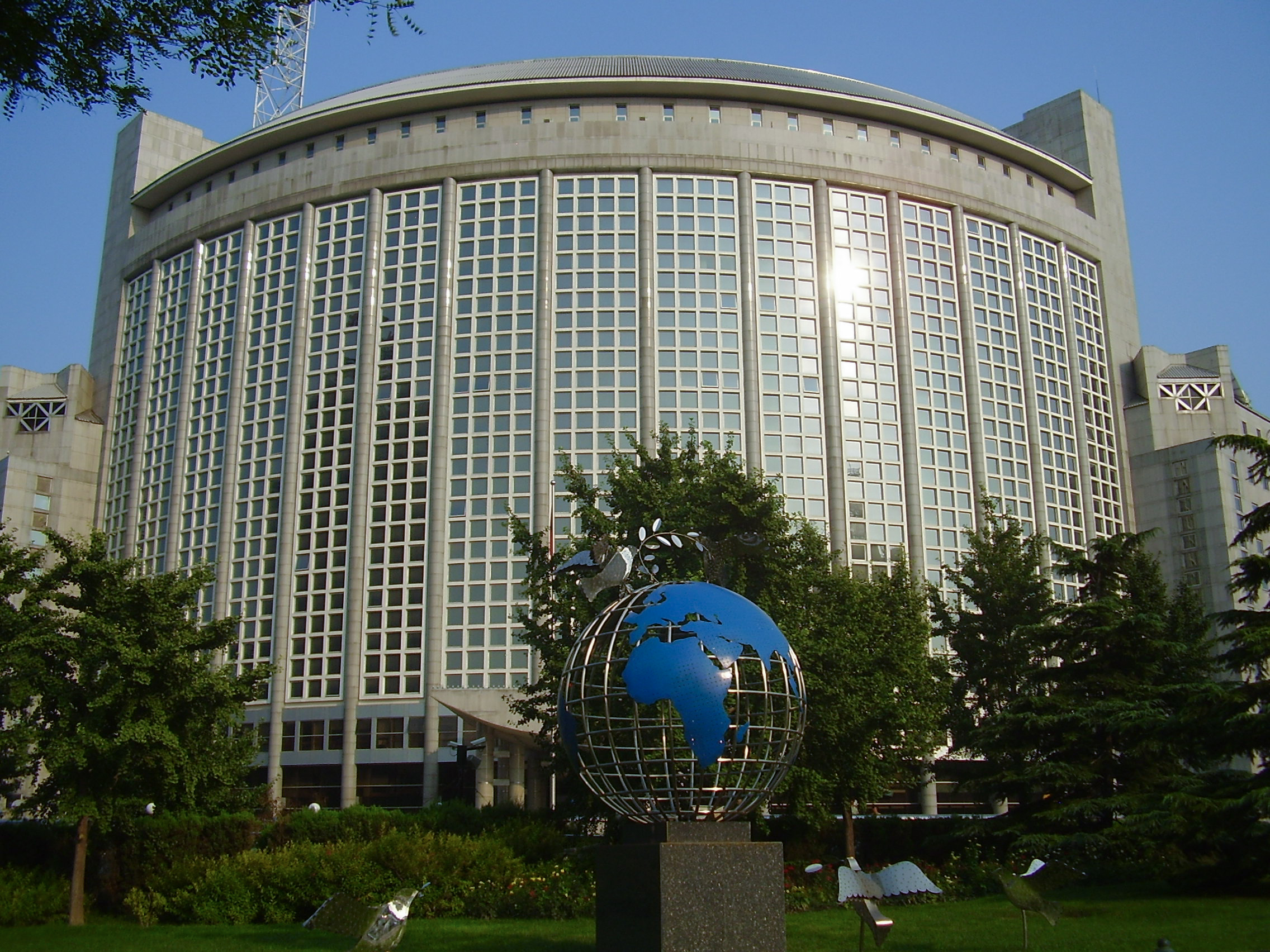
Außenministerium der Volksrepublik China.

Die Gefühle des chinesischen Volkes verletzen (chinesisch 伤害中国人民的感情) ist ein politisches Schlagwort, das vom Außenministerium der Volksrepublik China neben chinesischen staatlichen Medienorganisationen wie Renmin Ribao, China Daily, Xinhua und Global Times verwendet wird, um Unzufriedenheit oder Verurteilung gegen die Worte, Handlungen oder Prinzipien einer Person, Organisation oder Regierung auszudrücken, die gegenüber China als kontrovers empfunden werden. Dies wird durch die Benutzung von Scheinargumenten erwirkt. Als Variationen dienen zum Beispiel die Floskeln die Gefühle von 1,3 Milliarden Menschen verletzen oder die Gefühle der chinesischen Rasse verletzen.

## Herkunft
Die Floskel wurde ursprünglich 1959 in der Renmin Ribao benutzt, als ein Grenzstreit zwischen China und Indien ausbrach. Jahrzehntelang wurde die Floskel regelmäßig von der chinesischen Regierung benutzt, um ihre Enttäuschung oder Unmut auszulassen. Angegriffen wurden damit Staatsregierungen oder internationale Organisationen, aber auch Automobilhersteller oder Prominente. Obwohl der Ausdruck bürokratischen Ursprungs ist, wurden auch einfache Menschen ermutigt, ihn zu verwenden, um ihre Unzufriedenheit mit der gegen China gerichteten Kritik zu zeigen.

## Analyse

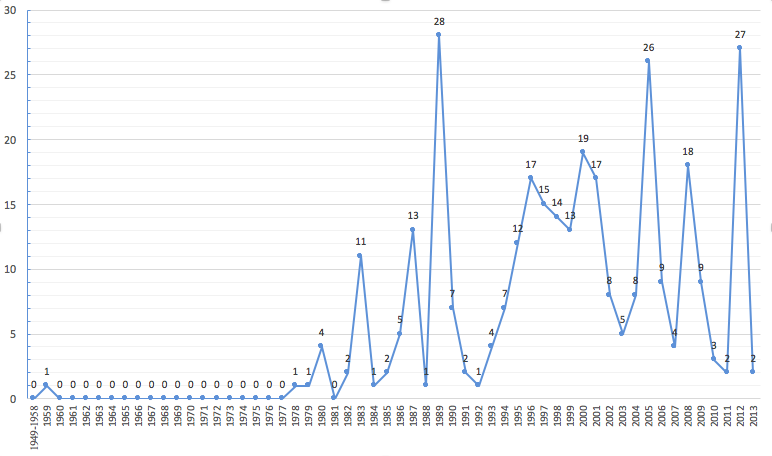
Die Häufigkeit, mit der der Ausdruck „die Gefühle des chinesischen Volkes verletzt“ in Renmin Ribao-Artikeln jedes Jahr vorkommt.

Eine von David Bandurski im Rahmen des China Media Project an der Universität Hongkong durchgeführte Studie wählte 143 Textbeispiele des Satzes aus Auszügen aus dem zwischen 1959 und 2015 veröffentlichten Renmin Ribao aus. Aus dieser Stichprobe ging hervor, dass Japan mit 51 Anschuldigungen am häufigsten beschuldigt wurde, „die Gefühle des chinesischen Volkes verletzt zu haben“, während die Vereinigten Staaten mit 35 Anschuldigungen an zweiter Stelle standen. 28 Mal bezog sich das Schlagwort auf den Taiwan-Konflikt, während die Tibet-Souveränitätsdebatte damit zwölfmal verurteilt wurde.
Im Dezember 2008 analysierte ein Artikel im Time Magazine das Auftreten des Ausdrucks in Veröffentlichungen von Renmin Ribao. Anhand einer informellen statistischen Umfrage wurde darauf hingewiesen, dass zwischen 1946 und 2006 in mehr als 100 Artikeln Vorwürfe erhoben wurden, die Gefühle des chinesischen Volkes verletzt zu haben. Die Global Times veröffentlichte im Juni 2015 eine Analyse, die ergab, dass zwischen dem 15. Mai 1946 und dem 1. Mai 2015 237 Artikel von Renmin Ribao veröffentlicht wurden, in denen Vorwürfe gegen 29 verschiedene Länder angeprangert wurden. Darunter richteten sich 9 gegen Indien, 16 gegen Frankreich, 62 gegen die Vereinigten Staaten und 96 gegen Japan.
Horng-luen Wang, ein assoziierter Forscher am Institut für Soziologie der Academia Sinica in Taiwan, zählte basierend auf Daten aus der eigenen Datenbank der Renmin Ribao zwischen 1949 und 2013 in der Renmin Ribao 319 Fälle auf, in denen „die Gefühle des chinesischen Volkes verletzt“ worden seien.

## Kritik
Ein Artikel in The Economist vom Februar 2016 legte nahe, dass die Kommunistische Partei Chinas den Ausdruck benutzt, um ihren offiziellen diplomatischen Grundsatz der Nichteinmischung in die inneren Angelegenheiten anderer Länder aufzugeben.
In einem Meinungsartikel in The Guardian vom September 2016, geschrieben von Merriden Varrall, Direktorin des Ostasienprogramms am Lowy Institute in Sydney, Australien, heißt es, dass chinesische Studenten in Australien oft die Phrase „die Gefühle des chinesischen Volkes verletzt“ verwendeten, um Kritik an China abzulenken, jedoch reagierten Australier nicht auf die gleiche Weise, wenn jemand Australien kritisiert.
2023 wurde eine laut NZZ «bizarre» Gesetzesvorlage beraten, welche das Tragen von Kleidung, die in den Augen der Strafverfolgungsbehörden die «Gefühle des chinesischen Volkes verletzt» unter Strafe stellen würde, dies mit Haftstrafen von fünfzehn Tagen oder einer Geldbusse in Höhe von umgerechnet 680 Dollar. Kleidung mit „kontroversen Botschaften“ war zu diesem Zeitpunkt ohnehin schon strafbar. Die Vorlage wurde weltweit, auch unter chinesischen Juristen wegen ihrer Möglichkeit zu Willkür kritisiert.

## Historische Ereignisse

### USA
Die Präsidenten Bill Clinton, George W. Bush und Barack Obama wurden von Sprechern des chinesischen Außenministeriums, sowie von chinesischen Außenministern beschuldigt, im Zusammenhang mit ihren jeweiligen Treffen mit Tenzin Gyatso, dem Dalai Lama, „die Gefühle des chinesischen Volkes verletzt“ zu haben.

### Japan
Besuche von japanischen Premierministern am Yasukuni-Schrein, wie die Besuche von Nakasone Yasuhiro (im Jahr 1985) und Jun’ichirō Koizumi (zwischen 2001 und 2006), zogen die Kritik verschiedener chinesischer Regierungsbeamter und staatlicher Medienorganisationen auf sich, die das Schlagwort verwendeten.
Am 15. September 2012, nachdem die japanische Regierung die Kontrolle über drei der in Privatbesitz befindlichen Inseln innerhalb der Senkaku-Inseln verstaatlicht hatte, erklärte die Nachrichtenagentur Xinhua, dass der Schritt „die Gefühle von 1,3 Milliarden Chinesen verletze“.

### Vatikan
Nach der Heiligsprechung von 120 Missionaren am 1. Oktober 2000 durch Papst Johannes Paul II., die während der Qing-Dynastie und der Gründung der Republik China starben, reagierte Renmin Ribao mit dem Kommentar, dass dieser Schritt „die Gefühle der chinesischen Rasse stark verletzt habe und eine ernsthafte Provokation für die 1,2 Milliarden Menschen in China darstellt“. Diesem Statement schloss sich das chinesische Außenministerium in einer Erklärung an den Vatikan an. Die Deutsche Bischofskonferenz nahm in ihrer Pressemitteilung vom 30. November 2000, in der es um die aktuellen chinesischen Religionspolitik geht und das Christentum unter „Böse Kulte“ subsumiert wird, Stellung zu der chinesischen Intervention: „Eine Aussetzung der Heiligsprechung wäre ein Kniefall vor dem atheistischen Regime und eine Stärkung der reaktionären kommunistischen Kräfte.“
Im Jahr 2005 erklärte die Chinesische Katholisch-Patriotische Vereinigung, dass die Teilnahme des taiwanesischen Präsidenten Chen Shui-bian an der Beerdigung von Papst Johannes Paul II. „die Gefühle des chinesischen Volkes, darunter fünf Millionen Katholiken, verletzt hat“.
Der Vatikan ließ im November 2007 verlauten, dass ein inoffiziell für den 13. Dezember des Jahres geplantes Treffen von Benedikt XVI. mit dem Dali Lama nicht stattfinden werde, nachdem ein Sprecher des chinesischen Außenministeriums Anfang November erklärt hatte: „Wir hoffen, dass der Vatikan nichts unternimmt, „was die Gefühle des chinesischen Volkes verletzt“, und Ernsthaftigkeit zeigt, die Beziehungen zu China durch konkrete Schritte zu verbessern“. Die italienische Zeitung La Repubblica kommentierte die Absage des Vatikans, der Druck aus China auf den Heiligen Stuhl sei wahrscheinlich zu groß gewesen.

### Europa
Im Jahr 2000 verlieh die Schwedische Akademie den Nobelpreis für Literatur an Gao Xingjian; die Renmin Ribao schrieb, dass die „regressiven Aktionen“ „die Gefühle der chinesischen Rasse stark verletzt haben und eine ernsthafte Provokation für die 1,2 Milliarden Menschen in China darstellen“.
Am 24. September 2007 erklärte der Sprecher des chinesischen Außenministeriums, Jiang Yu, dass das Treffen von Bundeskanzlerin Angela Merkel mit dem 14. Dalai Lama „die Gefühle des chinesischen Volkes verletzt und die Beziehungen zwischen China und Deutschland ernsthaft untergraben hat“. Das Treffen des 14. Dalai Lama mit dem französischen Präsidenten Nicolas Sarkozy im Dezember 2008 zog ähnliche Kritik auf sich. Das chinesische Außenministerium veröffentlichte eine Presseerklärung, in der es darauf bestand, dass Sarkozys Handlungen „eine grobe Einmischung in die inneren Angelegenheiten Chinas darstellen und die Gefühle des chinesischen Volkes verletzen“; die Nachrichtenagentur Xinhua verurteilte Sarkozys Treffen als „nicht nur eine Verletzung der Gefühle des chinesischen Volkes, sondern auch eine Untergrabung der chinesisch-französischen Beziehungen“.
Am 23. Oktober 2008 verlieh das Europäische Parlament den Sacharow-Preis 2008 an den Sozialaktivisten Hu Jia. Vor der Ankündigung hatte China einen erheblichen Druck auf das Europäische Parlament ausgeübt, um zu verhindern, dass Hu Jia den Preis gewinnt. Der chinesische Botschafter bei der Europäischen Union, Song Zhe, schrieb einen Warnbrief an den Präsidenten des Europäischen Parlaments, in dem er feststellte, sollte Hu Jia den Sacharow-Preis erhalte, würde dies der chinesisch-europäischen Beziehungen ernsthaft schaden und „die Gefühle des chinesischen Volkes verletzen“.
Eine Sprecherin der EU-Kommission erklärte in diesem Zusammenhang wenig später in Brüssel:„Die EU misst der Freiheit des Denkens große Bedeutung bei. Dies ist ein Eckpfeiler des demokratischen Systems“. Auch China habe sich verpflichtet, diese Freiheit zu respektieren.
2020 veröffentlichte die dänische Zeitschrift Jyllands-Posten eine Zeichnung der chinesischen Flagge, bei der die fünf Sterne durch Coronaviren ersetzt wurden. Daraufhin verlange die chinesische Botschaft eine Entschuldigung der Zeitung und bezeichnete die Zeichnung der Flagge als „eine Beleidigung für China, die die Gefühle des chinesischen Volkes verletzt“. Die satirische Zeichnung löste eine lebhafte Debatte in den Sozialen Medien Chinas aus. Die dänische Ministerpräsidentin Mette Frederiksen sagte dazu: „In Dänemark herrscht Meinungsfreiheit, und die schließt Karikaturen ein. Es gibt bei uns eine alte Tradition, was Satirezeichnungen angeht, und daran wird sich nichts ändern.“

### Mexiko
Am 9. September 2011 traf sich der mexikanische Präsident Felipe Calderón mit dem 14. Dalai Lama; Am 10. September gab der Sprecher des chinesischen Außenministeriums, Ma Zhaoxu, eine offizielle Erklärung ab, in der er erklärte, dass China starke Unzufriedenheit und entschlossenen Widerstand gegen das Treffen zum Ausdruck gebracht habe und dass das Treffen „die Gefühle des chinesischen Volkes verletzt“ habe.

### Kanada
Im Dezember 2018, nach der Verhaftung von Meng Wanzhou, beschuldigte die Nachrichtenagentur Xinhua Kanada amerikanisches Hegemonialverhalten zu unterstützen, was „die Gefühle des chinesischen Volkes verletzte“.

### Hongkong
Am 3. August 2019, während der Proteste in Hongkong 2019–2020, senkte ein unbekannter Demonstrant die Nationalflagge Chinas bei Tsim Sha Tsui und warf sie ins Meer. Das Amt für Angelegenheiten in Hongkong und Macau gab eine Erklärung ab, in der „extremistische Radikale verurteilt werden, die ernsthaft gegen das Nationalflaggengesetz der Volksrepublik China verstoßen haben […] die Würde des Landes und der Nation offenkundig verletzen, mutwillig auf der Grundlage des Grundsatzes ein Land, zwei Systeme herumtrampeln und die Gefühle aller Chinesen sehr verletzen“.

### Australien
Am 26. August 2020 brachte Chinas stellvertretender Botschafter in Australien, Wang Xining, in seiner Rede vor dem National Press Club of Australia zum Ausdruck, dass Australiens Co-Vorschlag für eine unabhängige Untersuchung der Ursachen der COVID-19-Pandemie „die Gefühle des chinesischen Volkes verletzt“.